# Metanol (film)
Metanol je dvojdílný český televizní film režisérky Terezy Kopáčové z roku 2018 podle metanolové aféry z roku 2012. První díl Tekutá smrt zobrazuje hlavně výrobu a distribuci jedovatého alkoholu, druhý díl 10 000 litrů pak policejní vyšetřování. Scenáristka Lenka Szántó strávila několik měsíců rešeršemi kauzy.

## Obsazení
| Lukáš Vaculík        | Jiří Malota                   |
| David Máj            | Rudolf Fulín                  |
| Tomáš Bambušek       | Tomáš Sikora                  |
| Vasil Fridrich       | kpt. Marek Hálek              |
| Martin Finger        | kpt. Tomáš Zakopal            |
| Kristýna Podzimková  | Iveta Ožanová                 |
| Jiří Hána            | analytik Hána                 |
| Ondřej Nosálek       | státní zástupce Pavel Nebeský |
| Jiří Kout            | státní zástupce Marek Straka  |
| Veronika Freimanová  | Jaroslava Gawlasová           |
| Dušan Sitek          | Josef Gawlas                  |
| Vladimír Kratina     | Karel Chmiela                 |
| Barbora Bočková      | Jana Chmielová                |
| Tereza Lášková       | Julie Chmielová               |
| Roman Zach           | šéf ÚOOZ Roman Chalaš         |
| Marta Falvey Sovová  | Alena Fulínová                |
| Lívia Bielovič Sabol | Světlana Sikorová             |
| Sophia Šporclová     | Natálka Fulínová              |
| Daniil Bubník        | Honzík Fulín                  |
| Radim Jíra           | Milan Ožana                   |
| Vít Gajdoš           | Míša Ožana                    |
| Lukáš Melník         | Martin Frýda                  |
| Alena Doláková       | Marie Podleská                |
| Petr Halíček         | analytik Trachta              |

## Recenze
- Mirka Spáčilová, iDNES.cz [2]
- Kristina Roháčková, iROZHLAS [3]
- Lukáš Král, Kinobox.cz [4]
- Eva Vejdělková, Právo [5]

Podle Marcela Kabáta z Lidovek.cz se v případě Metanolu jedná o „výjimečný televizní tvar, kde se snoubí reportážní prvky s prokreslenými lidskými příběhy a kde výsledná výpověď výrazně přesahuje pouhý popis událostí“. Autor vyzdvihl herecké výkony, plasticitu postav i „výborně zvládnutou“ vizuální stránku filmu. „Jediná výtka může směřovat snad k tomu, že Česká televize není ještě o něco pružnější a Metanol nenabídla už o pár let dříve.“